# 四大法律事務所
日本における四大法律事務所（よんだいほうりつじむしょ、英: Big Four law firms）とは、以下の4つの大規模な法律事務所を指す。
- 西村あさひ法律事務所
- アンダーソン・毛利・友常法律事務所
- 森・濱田松本法律事務所
- 長島・大野・常松法律事務所

文脈によっては、四大法律事務所を略して｢四大事務所｣ないし｢四大｣（Big Four）ともいう。
従前、これら4つの事務所は所属弁護士数、知名度において他の事務所を圧倒する規模であったが、平成期に西村眞田法律事務所（現在の西村あさひ法律事務所）から独立したTMI総合法律事務所の所属弁護士数が急増し「四大」と同程度になったことに伴い、同事務所を含めて「五大法律事務所」（略して「五大」；"Big Five"）ということがある。もっともこれは所属弁護数で見たものであり、海外では従来より、「四大」に加えて渥美坂井法律事務所を含めて”Big Five”と報じている海外誌もある。また最近の英Top Ranked Legal による日本の法律事務所総合ランキングでは、森・濱田松本法律事務所、アンダーソン・毛利・友常法律事務所、西村あさひ法律事務所、長島・大野・常松法律事務所に次いで渥美坂井法律事務所・外国法共同事業が第5位の評価となっている。

## 概要
| 事務所名                                               | 所属弁護士数 |
| ------------------------------------------------------ | ------------ |
| 西村あさひ法律事務所                                   | 696          |
| アンダーソン・毛利・友常法律事務所                     | 637          |
| 森・濱田松本法律事務所                                 | 617          |
| TMI総合法律事務所                                      | 582          |
| 長島・大野・常松法律事務所                             | 566          |
| ベリーベスト法律事務所                                 | 374          |
| アディーレ法律事務所                                   | 237          |
| 渥美坂井法律事務所                                     | 213          |
| シティユーワ法律事務所                                 | 186          |
| 大江橋法律事務所                                       | 171          |
| 2024年1月29日現在 太字は本記事の指す「四大法律事務所」 |              |

時期によって合併による名称変更はあるものの、構成に実質的な変動はなく、以下の4事務所を指すとされる（括弧内は2022年1月現在における所属弁護士数。なお、以下の順序は同時点での所属弁護士数（日本法+外国法）の順序）。
- 西村総合法律事務所→西村ときわ法律事務所→西村あさひ法律事務所 （715名）
- 森綜合法律事務所→森・濱田松本法律事務所　（672名）
- アンダーソン・毛利法律事務所→アンダーソン・毛利・友常法律事務所 （540名）
- 長島・大野法律事務所→長島・大野・常松法律事務所 （515名）

五大法律事務所という場合には、これにTMI総合法律事務所（535名）が加わることとなる。
いずれも、主に企業を顧客として総合的なリーガル・サービスを幅広く提供する法律事務所である点が特徴である（平成中期以降に創業し五大に次ぐ規模にまで急拡大したアディーレ法律事務所やベリーベスト法律事務所が個人客を中心に据えているのが対照的である）。
かつては多くとも数十人規模の弁護士によって運営されていた日本の法律事務所であるが、事務所同士の合併によって所属弁護士数が100人を超える事務所が初めて誕生したのは、2000年（平成12年）のことである。その後も弁護士事務所同士の合併や、新人弁護士の大量採用が行われたことなどによって、所属弁護士数が100名を超えるような事務所が複数誕生し、「四大法律事務所」ないし「四大事務所」などと括られるに至った。現在では、いずれも500名を超えており、最大手の西村あさひ法律事務所は700名を超える。
日本における大手法律事務所は、その多くが、元来、「渉外」案件を業務の中心とする渉外法律事務所であり、そのためにしばしば「大手渉外事務所」とも呼ばれていたが、1995年（平成7年）以降には現在の外国法共同事業に基づいた欧米法律事務所が日本に展開するようになったことから、現在の四大事務所を含む日本の大手法律事務所は、日本国内の企業法務案件にその事業分野の中心を移し、「渉外」案件は取り扱い業務の一部に過ぎなくなった時期もあった。しかし近年では、日系企業のアジア進出拡大に伴い、中国やインドのみならず、シンガポール、ベトナム、インドネシア、タイ、ミャンマーといった東南アジアへの業務展開を急速に広げており、政府による法整備支援やアジア法調査などとの連携も行っている。こういった流れの中、従来の弁護士像にとらわれず、海外、特にアジアでの新規分野開拓を積極的に行っていく方針を掲げる風潮が強まっている。
四大法律事務所を含む日本の大手法律事務所に係わるもうひとつの特徴は、それらの殆んどが外資系ではなく、日本国内の独立系事務所として維持されていることにある。日本の大手公認会計士事務所（四大監査法人）が、外資系法律事務所のように国際ファームの傘下にあるのとは異なる。

## 解説

### 大規模化の歴史
日本の大手法律事務所の大規模化は、1990年代末頃から、いわゆる大手渉外事務所が、年度ごとの新人弁護士の採用人数を当時としては多い10名程度まで増やすことにより始まった。もっとも当時の日本の法律事務所は、大手と呼ばれるところでも所属弁護士が50名程度と、英米に比べれば極めて小さなものであったが、それでも国内において特に大規模であったことから、やがて「四大法律事務所」との呼称が誕生した。
今のような大規模化の先鞭をつけたのは、2000年、当時の四大の1つであった長島・大野法律事務所と常松簗瀬関根法律事務所の合併である。この合併により、新人弁護士の入所を合わせると100名を超える弁護士の所属する事務所が誕生し、当時の法曹界においては大きなニュースとなった。その後、大規模化の傾向は、特定の事務所にとどまらないものとなり、近年は100名を超えたからといって大規模とは言わなくなる。英米法系の国の法律事務所は最近では1,000～2,000名を超すところもあり、大陸法系の国でも200人を超えることは珍しくなくなった。

#### 合併等に係わる年表
四大に限らず、準大手事務所についても含めて記載した。
- 2000年 長島・大野・常松法律事務所 - 長島・大野法律事務所と常松簗瀬関根法律事務所の統合。
- 2001年 東京青山・青木法律事務所 - 東京青山法律事務所と青木総合法律事務所の統合。
- 2002年10月 あさひ・狛法律事務所 - あさひ法律事務所と小松・狛・西川法律事務所の統合。
- 2002年12月 森・濱田松本法律事務所 - 森綜合法律事務所と濱田松本法律事務所の統合。
- 2003年2月 シティユーワ法律事務所 - 東京シティ法律税務事務所（法律部門）とユーワパートナーズ法律事務所の統合
- 2004年1月 西村ときわ法律事務所 - 西村総合法律事務所とときわ総合法律事務所の統合。
- 2004年10月 西村ときわ法律事務所 - 三井安田法律事務所から前田博弁護士らのグループが西村ときわ法律事務所へ移籍。
- 2005年1月 アンダーソン・毛利・友常法律事務所 - アンダーソン・毛利法律事務所と友常木村法律事務所の統合。
- 2005年7月 森・濱田松本法律事務所 - 森・濱田松本法律事務所とマックス法律事務所の統合。
- 2005年9月 シティユーワ法律事務所 - シティユーワ法律事務所と大場・尾崎・嶋末法律事務所の統合。
- 2007年4月 東京青山・青木・狛法律事務所、長島・大野・常松法律事務所 - あさひ・狛法律事務所の一部の弁護士が東京青山・青木法律事務所や長島・大野・常松法律事務所に移籍。
- 2007年7月 西村あさひ法律事務所 -  西村ときわ法律事務所とあさひ法律事務所国際部門の統合。
- 2008年7月 TMI総合法律事務所 - 東京永和法律事務所及び東京永和特許事務所の弁護士及び弁理士らがTMI総合法律事務所に移籍。
- 2015年4月 アンダーソン・毛利・友常法律事務所 - 同事務所とビンガム・坂井・三村・相澤法律事務所（外国法共同事業）の主力弁護士の統合。

### 大規模化の背景
所属弁護士数が100名を超える法律事務所は、2001年（平成13年）の時点では3事務所であったものが、2009年（平成21年）には7事務所となり、そのうち最大のものは500名近くの弁護士を擁するようになった。この背景には、1.8万人（2001年）→ 2.6万人（2008年）という44%もの弁護士数増加があるものの、なかでもビジネスロイヤーの急激な増加が指摘される。
このような大規模化の理由としては、ヒトモノカネのグローバル化、法律事務所のサービスの総合化、M&Aに代表される事案の大規模化・複雑化、規制緩和などの要因が挙げられ、結果として多人数制のビジネス形態に発展している。大規模事務所では弁護士一人でできる案件はほとんどなくチームで対応しなければならないのが実際のところである。
またアメリカやイギリスの外資系法律事務所が日本に進出するようになったことによる影響が指摘されている。実際、渉外法律事務所の中でも、外資系法律事務所の進出により最も影響を受けたといわれるファイナンス系への特化の傾向が強く、かつてはユーロ債発行業務を寡占していた常松簗瀬関根法律事務所、濱田松本法律事務所、友常木村法律事務所、三井安田法律事務所及び青木総合法律事務所は、いずれも大規模な再編の当事者となり、外資系法律事務所ないし大手法律事務所に吸収された。
大規模化の第2の要因としては、複数の分野にわたる複雑な案件が増加し、法律事務所のいわゆる「総合化」、ワンストップ・サービスの実現が求められることとなったことがあげられる。これは、主に、企業法務（いわゆるコーポレート）を中心に大規模化を進めていた大手法律事務所が金融（ファイナンス）、倒産・事業再生あるいは知的財産に特化した他の中小規模の事務所を吸収することによってなされた。例えば、長島・大野・常松法律事務所は、長島・大野法律事務所が、金融に強い常松簗瀬関根法律事務所を統合したものである。また、森・濱田松本法律事務所は、森綜合法律事務所が、渉外金融案件に強い濱田松本法律事務所が合併したものである。また、西村ときわ法律事務所は西村総合法律事務所が倒産・事業再生に強いときわ総合法律事務所を統合したものであり、さらに金融に強い旧三井安田法律事務所の前田博弁護士らのグループを吸収した。いずれも取扱分野が増えてシナジー効果も生まれたと考えられる。

### 海外研修など
海外留学に限らず、若手から中堅にいたる弁護士の専門的研修などの意味合いや、弁護士の資格を有する人材への需要が拡大していることから、内外の金融機関や商社などの民間企業への派遣や、法務省、金融庁、外務省、経済産業省、公正取引委員会、証券取引等監視委員会などの官庁、日本銀行などの公的機関などへの出向もある。また、ベトナム、カンボジア、ラオスなどに、法典の起草や法律家の人材育成という法整備支援の長期専門家として派遣されることもある（大手法律事務所のアジア展開と法整備支援とのシナジーを指摘する見解もある。）。一方、日本大使館や日本政府代表部のリーガルアタッシェ（大使館に勤務する法律家）は、欧米諸国ほか、アジアでは中国や韓国に、もっぱら法務省・検察庁又は裁判所出身者が配属されているが、四大法律事務所からの出向者は欧米及びアジアのいずれにも見当たらない。この点、アセアンの存在感や重要性の高まりを受け、国際的に活動する弁護士などから、インドネシアに所在するASEAN日本政府代表部にリーガルアタッシェを置くべきであるという指摘がされている。

### 海外の弁護士評価機関による評価
国内法律事務所の力量を単なる所属弁護士数ではなく、担当案件やクライアントからの評価によって格付けする海外の弁護士格付機関による評価の一例として、会社法務部員からもっとも頻繁に参照される弁護士ディレクトリーともいわれるチェインバーズ（Chambers and Partners）、ザ・リーガル・ファイブハンドレッド（The Legal 500）、アイエフエルアール・ワンサウザンド（IFLR1000）及びアジアロー・プロファイルズ（Asialaw Profiles）などはランキング調査をおこなっている（また、アイエフエルアール・ワンサウザンド（IFLR1000）は、金融の分野に特化した法律事務所を21年に渡り調査し、現在ではニューヨーク、ロンドン、香港に調査機関を構え100地域以上の法律事務所を対象に幅広くランキング調査を行っている。）。これらのランキングはクライアントへの聞き取りや、当該事務所の担当案件等をもとに、恒常的・定期的に更新されている。
あくまでも国際的な企業法務において頻繁に参照される格付ランキングを用いて、『所属弁護士数』という数値以外のデータにより、四大事務所がいかなるプレゼンスを有する存在であるかを例証するにすぎず、国内法律事務所の能力を正当に評価したものであるとは限らない。

## 大阪四大
大阪四大（おおさかよんだい）、大阪四大事務所（おおさかよんだじむしょ）は、大阪市に本拠地を置く、大江橋法律事務所、北浜法律事務所、御堂筋法律事務所、弁護士法人淀屋橋・山上合同のことを指す。全国の法律事務所の弁護士数で、大江橋法律事務所は第10位、北浜法律事務所は12位、御堂筋法律事務所は14位、淀屋橋・山上合同は18位である。

## 諸外国の類例
イギリス
ロンドンを拠点とし、多くの事務弁護士（ソリシター）を中心とする法律家（リーガル・アドバイザーと総称されることもある各国の法律家）を擁してグローバルに活動を行っている以下の4つの最大手弁護士事務所はBig Four（四大）と呼称される。
1. アレン・アンド・オーヴェリー （en:Allen & Overy）
2. クリフォード・チャンス （en:Clifford Chance）
3. フレッシュフィールズ・ブルックハウス・デリンガー （en:Freshfields Bruckhaus Deringer）
4. リンクレーターズ（en:Linklaters）

なお、これに規模は小さく英国内案件に偏重しているが名声においてはBig Fourを凌駕するともいわれる名門事務所、スローター・アンド・メイを加えた5事務所を『マジックサークル』 en:Magic Circle (law) と呼称することが定着している。また、これに続くハーバート・スミス、シモンズ・アンド・シモンズ、アシャースト、クライド・アンド・コー等を「ゴールデン・サークル」、「シルバー・サークル」と呼ぶこともある。
フランス
フランスの四大法律事務所は、FIDAL、Landwell & Associés、Ernst & Young Société d'Avocats及びTajである。
デンマーク
デンマークの四大法律事務所は、 Bech-Bruun、Kromann Reumert、Plesner及びGorrissen Federspiel Kierkegaardである。
オーストラリア
オーストラリアの四大法律事務所は、 Allens Linklaters、Clayton Utz、 Herbert Smith Freehills及び King & Wood Mallesons である。